# Теория критического состояния грунта
Теория критического состояния грунта — область механики грунта, изучающая механическое поведение насыщенных переформованных грунтов на основе концепции критического состояния.

## Формулировка
Концепция критического состояния представляет собой идеализацию наблюдаемого поведения насыщенных переформованных глин в испытаниях на трехосное сжатие, и предполагается, что она применима к ненарушенным грунтам. Грунты непрерывно деформируются до тех пор, пока они не начинают течь как жидкость с внутренним трением достигнув критического состояния при постоянном коэффициенте напряжений SP(q/p') и критическом коэффициенте пористости (е).
В начале критического состояния сдвиговые деформации {\displaystyle \ \varepsilon _{s}} происходят без каких-либо дальнейших изменений в среднем эффективном напряжении {\displaystyle \ p'}, девиаторном напряжении {\displaystyle \ q} (или пределе текучести, {\displaystyle \ \sigma _{y}}, при одноосном растяжении по критерию текучести фон Мизеса), или удельном объёме {\displaystyle \ \nu } :
{\displaystyle \ {\frac {\partial p'}{\partial \varepsilon _{s}}}={\frac {\partial q}{\partial \varepsilon _{s}}}={\frac {\partial \nu }{\partial \varepsilon _{s}}}=0}
где,
{\displaystyle \ \nu =1+e}
{\displaystyle \ p'={\frac {1}{3}}(\sigma _{1}'+\sigma _{2}'+\sigma _{3}')}
{\displaystyle \ q={\sqrt {\frac {(\sigma _{1}'-\sigma _{2}')^{2}+(\sigma _{2}'-\sigma _{3}')^{2}+(\sigma _{1}'-\sigma _{3}')^{2}}{2}}}}
Однако для трехосных условий {\displaystyle \ \sigma _{2}'=\sigma _{3}'} . Таким образом,
{\displaystyle \ p'={\frac {1}{3}}(\sigma _{1}'+2\sigma _{3}')}
{\displaystyle \ q=(\sigma _{1}'-\sigma _{3}')}
Все критические состояния для данного грунта образуют уникальную линию, называемую линией критического состояния (CSL), определяемую следующими уравнениями в пространстве {\displaystyle \ (p',q,v)} в p-q координатах:
{\displaystyle \ q=Mp'}
{\displaystyle \ \nu =\Gamma -\lambda \ln(p')}
где {\displaystyle \ M}, {\displaystyle \ \Gamma }, и {\displaystyle \ \lambda } константы. Первое уравнение определяет величину девиаторного напряжения {\displaystyle \ q} необходимого для непрерывного течения почвы как произведения постоянной трения {\displaystyle \ M} (заглавная {\displaystyle \ \mu }) и среднее эффективное напряжение {\displaystyle \ p'} . Второе уравнение утверждает, что удельный объём {\displaystyle \ \nu } занимаемая единицей объёма движущихся частиц, будет уменьшаться по мере увеличения логарифма среднего эффективного напряжения.
Определение прочностных характеристик в p-q координатах. В p-q координатах получаем с* и M. Если вправо, значит сжатие с очень малым боковым воздействием. Если влево то сдвиг. Можем судить как изменялось напряженное состояние более наглядно.

## История
Пытаясь усовершенствовать методы испытания грунта, Кеннет Гарри Роско из Кембриджского университета в конце сороковых и начале пятидесятых годов разработал аппарат для сдвиговых испытаний, с помощью которого его последователи пытались изучать изменения условий в зоне сдвига как в песке, так и в глине.
В 1958 году исследование податливости почвы, основанное на данных испытаний прибора с простым сдвигом в Кембридже и на гораздо более обширных данных трехосных испытаний, проведенных профессором сэром Алеком Скемптоном в Имперском колледже Лондона, привело к публикации концепции критического состояния (Roscoe, Schofield & Wroth 1958) .
Роско получил степень бакалавра в области машиностроения, и его опыт создания туннелей для побега, когда он находился в плену у нацистов во время Второй мировой войны, познакомил его с механикой грунтов. После статьи 1958 года (Roscoe, Schofield & Wroth 1958) концепции пластичности были введены Шофилдом в классические учебники механики грунтов (Schofield & Wroth 1968).
Шофилд учился в Кембридже у проф . Джон Бейкера, инженер-строителя, который твердо верил в проектирование конструкций, которые не выдержат «пластического разрушения». Теории Бейкера сильно повлияли на размышления Шофилда о сдвиге почвы. Взгляды Бейкера были разработаны на основе его довоенной работы над стальными конструкциями и дополнены его военным опытом оценки конструкций, поврежденных взрывом, а также проектом «Убежища Моррисона», бомбоубежища, которое можно было разместить в помещении (Schofield 2006).

## Оригинальная модель Cam-Clay
Кэм-клэй утверждает, что пластическое изменение объёма, типичное для поведения глинистого грунта, связано с механической стабильностью агрегата мелких, шероховатых, фрикционных, взаимосвязанных твердых частиц. Исходная модель Cam-Clay основана на предположении, что грунт изотропен, упругопластичен, деформируется как континуум и не подвержен ползучести. Поверхность текучести глины по модели Кэм-клэй описывается уравнением
{\displaystyle f(p,q,p_{c})=q+M\,p\,\ln \left[{\frac {p}{p_{c}}}\right]\leq 0}
где {\displaystyle q} — эквивалентное напряжение, {\displaystyle p} это давление, {\displaystyle p_{c}} давление предварительного уплотнения, а {\displaystyle M} наклон линии критического состояния в {\displaystyle p-q} Космос.
Давление предварительного уплотнения изменяется как коэффициент пустотности ({\displaystyle e}) (и, следовательно, удельный объём {\displaystyle v}) почвенных изменений. Обычно используется отношение
{\displaystyle e=e_{0}-\lambda \ln \left[{\frac {p_{c}}{p_{c0}}}\right]}
где {\displaystyle \lambda } — показатель первичного сжатия грунта. Ограничением этой модели является возможность отрицательных удельных объёмов при реалистичных значениях напряжения.
Улучшение вышеуказанной модели для {\displaystyle p_{c}} это билогарифмическая форма
{\displaystyle \ln \left[{\frac {1+e}{1+e_{0}}}\right]=\ln \left[{\frac {v}{v_{0}}}\right]=-{\tilde {\lambda }}\ln \left[{\frac {p_{c}}{p_{c0}}}\right]}
куда {\displaystyle {\tilde {\lambda }}} — соответствующий индекс сжимаемости грунта.

Поверхность текучести кам-глина в пространстве pq-координат. В отличие от кругов Мора не нужно строить круги и проводить к ним касательную. в p-q координатах все превращается в точки (геометрическое преобразование кругов Мора), через точки можно провести прямую. Получаем не с и fi, а c* и M. В зависимости от траектории. Если пошла влево-сдвиг, вправо-сжатие без бокового воздействия.

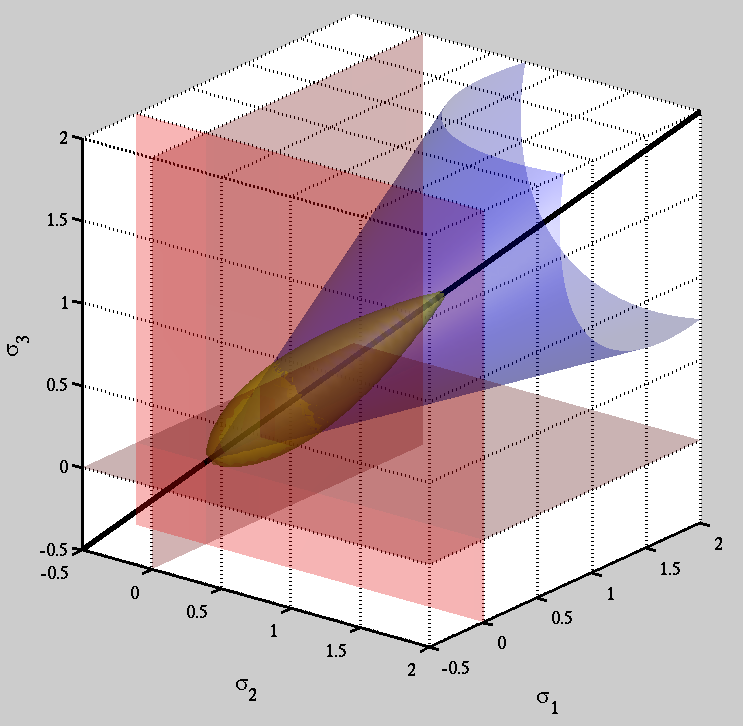
Поверхность текучести Кэм-клэй в пространстве главных напряжений.

Модель Soft Soil (мягкие грунты) включает 2 параметра для характеристики жесткости при первичной загрузке и разгрузке. Эти параметры могут быть получены с помощью стандартных тестов: 1.Тест на одномерное сжатие (one-dimensional compression). 2. Одометр(oedometre test). Мягкие грунты известны своей низкой гидравлической проводимостью. При непродолжительной загрузке мягкого грунта поровое давление увеличивается в результате недренированной реакции. Следовательно эффективное напряжение уменьшается, что влияет намаксимальное сопротивление сдвигу. Правильный прогноз развития порового давления, снижение среднего эффективного напряжения исопротивление недрнированному сдвигу важны. Мор-Кулон переоценивает сопротивление недренированному сдвигу Cu.

## Модифицированная модель Cam-Clay

Модифицированная поверхность текучести Cam-глины в пространстве pq.

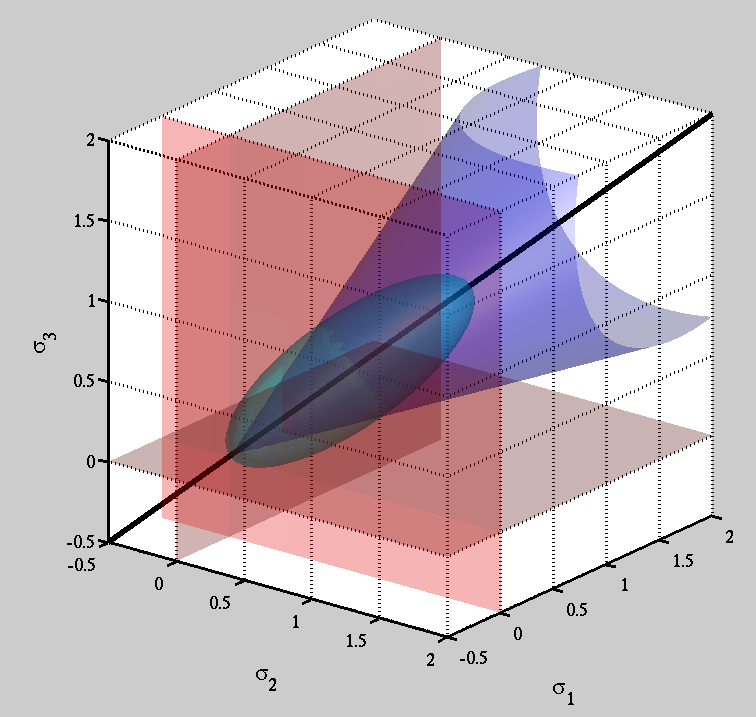
Модифицированная поверхность текучести Cam-глина в пространстве главных напряжений.

Профессору Джону Берланду из Имперского колледжа, который работал с профессором Роско, приписывают разработку модифицированной версии исходной модели. Разница между кулачковой глиной и модифицированной кулачковой глиной (МКК) заключается в том, что поверхность текучести МКК описывается эллипсом и, следовательно, вектор приращения пластической деформации (который перпендикулярен поверхности текучести) для наибольшего значения среднего эффективного напряжения является горизонтальным, и, следовательно, при изменении среднего эффективного напряжения (для чисто гидростатических состояний напряжения) не происходит добавочной девиаторной пластической деформации. Это очень удобно для конститутивного моделирования в численном анализе, особенно в анализе методом конечных элементов, где важны проблемы численной стабильности (поскольку кривая должна быть непрерывной, чтобы быть дифференцируемой).
Поверхность текучести модифицированной модели Кэм-Клэя имеет вид
{\displaystyle f(p,q,p_{c})=\left[{\frac {q}{M}}\right]^{2}+p\,(p-p_{c})\leq 0}
куда {\displaystyle p} это давление, {\displaystyle q} — эквивалентное напряжение, {\displaystyle p_{c}} давление предварительного уплотнения, а {\displaystyle M} — наклон линии критического состояния.

## Критика
Основные концепции упругопластического подхода были впервые предложены двумя математиками Дэниелом С. Друкером и Уильямом Прагером (Drucker and Prager, 1952) в короткой заметке на восьми страницах. Механика критического состояния и упругопластического грунта подвергалась критике с момента их первого появления. Ключевым фактором, вызывающим критику, является прежде всего неявное предположение, что почвы состоят из изотропных точечных частиц. Реальные почвы состоят из частиц конечного размера с анизотропными свойствами, которые сильно определяют наблюдаемое поведение. Следовательно, модели, основанные на теории пластичности, основанной на металлах, не могут моделировать поведение грунтов, которое является результатом анизотропных свойств частиц, одним из примеров которых является падение прочности на сдвиг после достижения пиковой прочности, то есть поведение при деформации-размягчении. Из-за этого модели упругопластического грунта могут моделировать только «простые кривые напряжения-деформации», например, из изотропных нормально или слегка затвердевших «жирных» глин, то есть грунтов типа CL-ML, состоящих из очень мелкозернистых частиц.
Кроме того, в целом изменение объёма определяется соображениями эластичности, и, поскольку это предположение в значительной степени неверно для реальных грунтов, это приводит к очень плохому соответствию этих моделей изменениям объёма или изменениям порового давления. Кроме того, упруго-пластические модели описывают весь элемент в целом, а не конкретные условия непосредственно на плоскости разрушения, вследствие чего они не моделируют кривую напряжения-деформации после разрушения, особенно для грунтов, которые демонстрируют постдеформационное размягчение. вершина горы. Наконец, большинство моделей разделяют эффекты гидростатического напряжения и напряжения сдвига, при этом предполагается, что каждое из них вызывает только изменение объёма и изменение сдвига соответственно. В действительности структура грунта, аналогичная «карточному домику», показывает как деформации сдвига при приложении чистого сжатия, так и изменения объёма при приложении чистого сдвига.
Дополнительная критика заключается в том, что теория является «только описательной», то есть описывает только известное поведение и не имеет возможности либо объяснить, либо предсказать стандартное поведение грунта, например, почему коэффициент пустотности в одномерном испытании на сжатие изменяется линейно с логарифмом Вертикальное эффективное напряжение. Такое поведение механика грунтов в критическом состоянии просто принимает как данность.
По этим причинам механика критического состояния и упругопластическая механика грунта подвергались обвинениям в схоластике; тесты, демонстрирующие его достоверность, обычно представляют собой «тесты на конформацию», в которых показано, что только простые кривые напряжения-деформации моделируются удовлетворительно. Критическое состояние и концепции, окружающие его, имеют долгую историю «схоластики», а сэр Алек Скемптон, «отец-основатель» британской механики грунтов, приписывал схоластическую природу CSSM Роско, о котором он сказал: «…он мало работал в полевых условиях и, насколько мне известно, никогда не занимался практической инженерной работой». . В 1960-х и 1970-х годах проф. Алан Бишоп из Имперского колледжа обычно демонстрировал неспособность этих теорий соответствовать кривым напряжения-деформации реальных грунтов. Джозеф (2013) предположил, что механика критического состояния и упругопластическая механика грунта соответствуют критерию «вырожденной исследовательской программы» — концепции, предложенной философом науки Имре Лакатосом для теорий, в которых оправдания используются для оправдания неспособности теории соответствовать эмпирическим данным.

## Объемные и девиаторные напряжения[8]

### Плоское напряжение

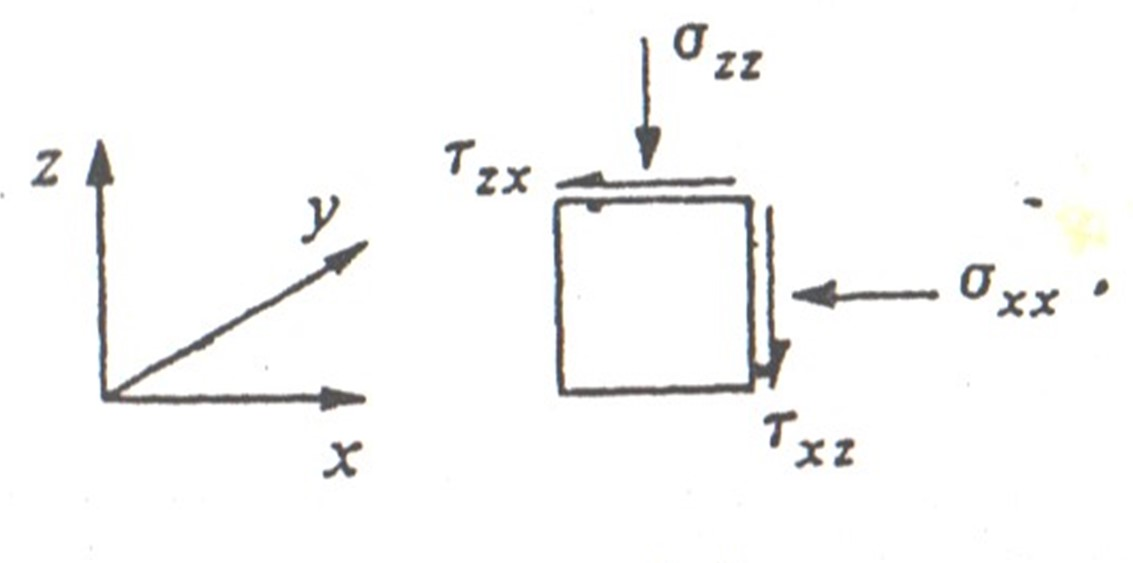
Плоское деформированное состояние напряженного состояния

{\displaystyle \sigma =\left[{\begin{matrix}\sigma _{xx}&0&\tau _{xz}\\0&0&0\\\tau _{zx}&0&\sigma _{zz}\\\end{matrix}}\right]=\left[{\begin{matrix}\sigma _{xx}&\tau _{xz}\\\tau _{zx}&\sigma _{zz}\\\end{matrix}}\right]}

##### Деформированное состояние дренированной плоскости

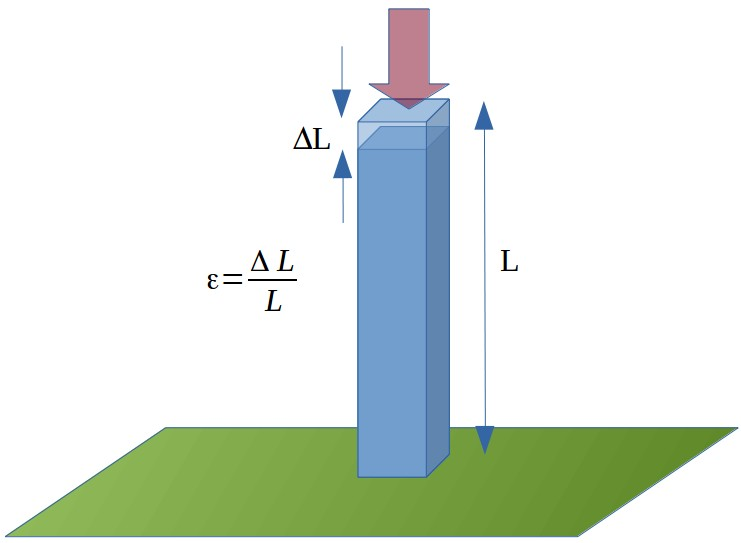
для дренированного плоского деформированного состояния

{\displaystyle \sigma =\left[{\begin{matrix}\sigma _{r}&0&0\\0&\sigma _{r}&0\\0&0&\sigma _{z}\\\end{matrix}}\right]=\left[{\begin{matrix}\sigma _{r}-\sigma _{hydrostatic}&0&0\\0&\sigma _{r}-\sigma _{hydrostatic}&0\\0&0&\sigma _{z}-\sigma _{hydrostatic}\\\end{matrix}}\right]+\left[{\begin{matrix}\sigma _{hydrostatic}&0&0\\0&\sigma _{hydrostatic}&0\\0&0&\sigma _{hydrostatic}\\\end{matrix}}\right]}
{\displaystyle \left[{\begin{matrix}\sigma _{r}-\sigma _{hydrostatic}&0&0\\0&\sigma _{r}-\sigma _{hydrostatic}&0\\0&0&\sigma _{z}-\sigma _{hydrostatic}\\\end{matrix}}\right]}{\displaystyle +\left[{\begin{matrix}\sigma _{hydrostatic}&0&0\\0&\sigma _{hydrostatic}&0\\0&0&\sigma _{hydrostatic}\\\end{matrix}}\right]}
{\displaystyle \left[{\begin{matrix}0&0&{\delta \tau _{xz}}\\0&0&0\\\delta {\tau }_{\delta {zx}}&0&0\\\end{matrix}}\right]}
{\displaystyle +\left[{\begin{matrix}{\delta p_{w,int}}&0&0\\0&{\delta p_{w,int}}&0\\0&0&{\delta p_{w,int}}\\\end{matrix}}\right]+}
{\displaystyle \left[{\begin{matrix}{-\delta p_{w,int}}&0&0\\0&{-\delta p_{w,int}}&0\\0&0&{-\delta p_{w,int}}\\\end{matrix}}\right]+}
{\displaystyle \left[{\begin{matrix}0&0&{-\delta \tau _{xz}}\\0&0&0\\-\delta {\tau }_{\delta {zx}}&0&0\\\end{matrix}}\right]}

#### Истощенное состояние стресса
{\displaystyle \left[{\begin{matrix}\sigma _{r}-\sigma _{hydrostatic}&0&0\\0&\sigma _{r}-\sigma _{hydrostatic}&0\\0&0&\sigma _{z}-\sigma _{hydrostatic}\\\end{matrix}}\right]}{\displaystyle +\left[{\begin{matrix}\sigma _{hydrostatic}&0&0\\0&\sigma _{hydrostatic}&0\\0&0&\sigma _{hydrostatic}\\\end{matrix}}\right]}

##### Деформированное состояние дренированной плоскости
{\displaystyle \varepsilon _{z}={\frac {\Delta h}{h_{0}}}} ; {\displaystyle \ \varepsilon _{x}=\varepsilon _{y}=0}
{\displaystyle \varepsilon _{z}={\frac {1}{E}}(\sigma _{z}-\nu )(\sigma _{x}+\sigma _{z})={\frac {1}{E}}\sigma _{z}(1-2\nu \varepsilon )} ; {\displaystyle \varepsilon ={\frac {\nu }{1-\nu }};\ \nu ={\frac {\varepsilon }{1+\varepsilon }}}
По матрице:
{\displaystyle +\left[{\begin{matrix}-\left({\frac {r}{2H\ast 3}}\right){p}_{w}&0&0\\0&-\left({\frac {r}{2H\ast 3}}\right){(p}_{w}&0\\0&0&(\sigma _{z}-{\left({\frac {r}{2H\ast 3}}\right)\ast \ p}_{w}\\\end{matrix}}\right]}{\displaystyle -\ \ \left[{\begin{matrix}{\left({\frac {r}{2H\ast 3}}\right)p}_{w}&0&0\\0&{\left({\frac {r}{2H\ast 3}}\right)p}_{w}&0\\0&0&\left({\frac {r}{2H\ast 3}}\right)p_{w}\\\end{matrix}}\right]+}

#### Недренированные условия

##### Неиссякаемое стрессовое состояние
{\displaystyle \left[{\begin{matrix}\sigma _{xx}-\rho _{w}&\tau _{xz}\\\tau _{zx}&\sigma _{zz}-\rho _{w}\\\end{matrix}}\right]+}
{\displaystyle \left[{\begin{matrix}\rho _{w}&0\\0&\rho _{w}\\\end{matrix}}\right]+\left[{\begin{matrix}0&0\\0&\delta \sigma _{z}\ \\\end{matrix}}\right]=}
{\displaystyle =\left[{\begin{matrix}\sigma _{xx}-\rho _{w}&\tau _{xz}\\\tau _{zx}&\sigma _{zz}-\rho _{w}\\\end{matrix}}\right]+}
{\displaystyle \left[{\begin{matrix}\rho _{w}&0\\0&\rho _{w}\\\end{matrix}}\right]}
{\displaystyle +\ \ \left[{\begin{matrix}-{p}_{w}\ /\mathbf {2} &0\\0&\sigma _{z}-{p}_{w}/\mathbf {2} \ \\\end{matrix}}\right]+\left[{\begin{matrix}\delta p_{w}/2&0\\0&\delta p_{w}/\mathbf {2} \ \\\end{matrix}}\right]=}
{\displaystyle =\left[{\begin{matrix}\sigma _{xx}-\rho _{w}&\tau _{xz}\\\tau _{zx}&\sigma _{zz}-\rho _{w}\\\end{matrix}}\right]+}
{\displaystyle \left[{\begin{matrix}\rho _{w}&0\\0&\rho _{w}\\\end{matrix}}\right]}
{\displaystyle +\ \ \left[{\begin{matrix}-{p}_{w}\ /\mathbf {2} &0\\0&\sigma _{z}-{p}_{w}/\mathbf {2} \ \\\end{matrix}}\right]+\left[{\begin{matrix}\delta p_{w}/2&0\\0&\delta p_{w}/\mathbf {2} \ \\\end{matrix}}\right]+}
{\displaystyle \left[{\begin{matrix}0&\tau _{xz}\\{\tau }_{zx}&0\\\end{matrix}}\right]-\left[{\begin{matrix}0&{\delta p}_{w,int}\\{\delta p}_{w,int}&0\\\end{matrix}}\right]}

### Недренированное состояние состояния плоской деформации
{\displaystyle \varepsilon _{z}={\frac {1}{E}}\left(1-2\nu \varepsilon \right)=}
{\displaystyle =\left[\left[{\begin{matrix}\sigma _{xx}-\rho _{w}&\tau _{xz}\\\tau _{zx}&\sigma _{zz}-\rho _{w}\\\end{matrix}}\right]+\left[{\begin{matrix}\rho _{w}&0\\0&\rho _{w}\\\end{matrix}}\right]+\left[{\begin{matrix}0&\delta \tau _{xz}\\{\delta \tau }_{zx}&0\\\end{matrix}}\right]-\left[{\begin{matrix}0&{\delta p}_{w,int}\\{\delta p}_{w,int}&0\\\end{matrix}}\right]\right]=}
{\displaystyle ={\frac {1}{E}}\left(1-2\nu \varepsilon \right)\left[\rho _{u}+\rho _{w}+p\right]}
{\displaystyle \rho _{u}=K_{u}\Delta \varepsilon _{z};\ \ \rho _{w}={\frac {K_{w}}{n}}\Delta \varepsilon _{z};\ \ \rho _{=}K_{\Delta }\varepsilon _{z};}

### Трехосное напряженное состояние

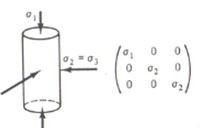
Трехосное напряженное состояние

Матрица разделения на искаженную и объемную части :
{\displaystyle \sigma =\left[{\begin{matrix}\sigma _{r}&0&0\\0&\sigma _{r}&0\\0&0&\sigma _{z}\\\end{matrix}}\right]=\left[{\begin{matrix}\sigma _{r}-\sigma _{hydrostatic}&0&0\\0&\sigma _{r}-\sigma _{hydrostatic}&0\\0&0&\sigma _{z}-\sigma _{hydrostatic}\\\end{matrix}}\right]+\left[{\begin{matrix}\sigma _{hydrostatic}&0&0\\0&\sigma _{hydrostatic}&0\\0&0&\sigma _{hydrostatic}\\\end{matrix}}\right]}

### Недренированное состояние трехосного напряжения
{\displaystyle \left[{\begin{matrix}\sigma _{r}-\sigma _{hydrostatic}&0&0\\0&\sigma _{r}-\sigma _{hydrostatic}&0\\0&0&\sigma _{z}-\sigma _{hydrostatic}\\\end{matrix}}\right]}{\displaystyle +\left[{\begin{matrix}\sigma _{hydrostatic}&0&0\\0&\sigma _{hydrostatic}&0\\0&0&\sigma _{hydrostatic}\\\end{matrix}}\right]}
{\displaystyle +\left[{\begin{matrix}-\left({\frac {r}{2H\ast 3}}\right){p}_{w}&0&0\\0&-\left({\frac {r}{2H\ast 3}}\right){(p}_{w}&0\\0&0&(\sigma _{z}-{\left({\frac {r}{2H\ast 3}}\right)\ast \ p}_{w}\\\end{matrix}}\right]}{\displaystyle -\ \ \left[{\begin{matrix}{\left({\frac {r}{2H\ast 3}}\right)p}_{w}&0&0\\0&{\left({\frac {r}{2H\ast 3}}\right)p}_{w}&0\\0&0&\left({\frac {r}{2H\ast 3}}\right)p_{w}\\\end{matrix}}\right]+}
{\displaystyle \left[{\begin{matrix}0&0&{\delta \tau _{xz}}\\0&0&0\\\delta {\tau }_{\delta {zx}}&0&0\\\end{matrix}}\right]}
{\displaystyle +\left[{\begin{matrix}{\delta p_{w,int}}&0&0\\0&{\delta p_{w,int}}&0\\0&0&{\delta p_{w,int}}\\\end{matrix}}\right]+}
{\displaystyle \left[{\begin{matrix}{-\delta p_{w,int}}&0&0\\0&{-\delta p_{w,int}}&0\\0&0&{-\delta p_{w,int}}\\\end{matrix}}\right]+}
{\displaystyle \left[{\begin{matrix}0&0&{-\delta \tau _{xz}}\\0&0&0\\-\delta {\tau }_{\delta {zx}}&0&0\\\end{matrix}}\right]}

### Осушенное состояние трехосного напряжения
Только объемный в случае дренажа:
{\displaystyle \left[{\begin{matrix}\sigma _{r}-\sigma _{hydrostatic}&0&0\\0&\sigma _{r}-\sigma _{hydrostatic}&0\\0&0&\sigma _{z}-\sigma _{hydrostatic}\\\end{matrix}}\right]}{\displaystyle +\left[{\begin{matrix}\sigma _{hydrostatic}&0&0\\0&\sigma _{hydrostatic}&0\\0&0&\sigma _{hydrostatic}\\\end{matrix}}\right]}
{\displaystyle +\left[{\begin{matrix}-\left({\frac {r}{2H\ast 3}}\right){p}_{w}&0&0\\0&-\left({\frac {r}{2H\ast 3}}\right){(p}_{w}&0\\0&0&(\sigma _{z}-{\left({\frac {r}{2H\ast 3}}\right)\ast \ p}_{w}\\\end{matrix}}\right]}{\displaystyle -\ \ \left[{\begin{matrix}{\left({\frac {r}{2H\ast 3}}\right)p}_{w}&0&0\\0&{\left({\frac {r}{2H\ast 3}}\right)p}_{w}&0\\0&0&\left({\frac {r}{2H\ast 3}}\right)p_{w}\\\end{matrix}}\right]+}